# Liste des maires d'Égletons
Cet article dresse une liste par ordre de mandat des maires d'Égletons.

## Liste des maires
| Nom           | Nom                                | Période                     | Parti               | Notes |
| XVIIIe siècle | XVIIIe siècle                      | XVIIIe siècle               | XVIIIe siècle       | XVIIIe siècle |
| ------------- | ---------------------------------- | --------------------------- | ------------------- | --- |
|               |                                    |                             |                     | |
| XIXe siècle   |                                    |                             |                     | |
|               |                                    |                             |                     | |
|               |                                    |                             |                     | |
|               | Alfred Boy de Lacombe de Lamazière |                             |                     | Conseiller général du canton d'Égletons (1856-1867, 1870-1871) |
|               |                                    |                             |                     | |
|               | Armand Guillebeau                  |                             |                     | |
|               | François Vialaneix                 | ??? - 1882                  |                     | |
|               | Armand Guillebeau                  | 1882 - 1886                 |                     | |
|               | François Masset                    | 1886 - 1886                 |                     | |
|               | Joseph Spinasse                    | 1886 - 1893                 | Droite bonapartiste | Conseiller général du canton d'Égletons (1871-1895) |
|               | François Monéger                   | 1893 - 1923                 | Rad.                | Conseiller d'arrondissement d'Égletons (en 1907) |
| XXe siècle    |                                    |                             |                     | |
|               | Hippolyte Spinasse                 | 1923 - 1929                 |                     | Notaire Conseiller général du canton d'Égletons (1910-1916) |
|               | Charles Spinasse                   | 1929 - 1944                 | SFIO                | Ministre du Budget (1938) Ministre de l’Économie (1936-1937) Député de la Corrèze (1924-1940) Conseiller général du canton d'Égletons (1919-1940)                                                   |
|               | Jean-Baptiste Gautherie            | 1944 - 1947                 |                     | |
|               | Pierre Caraminot                   | 1947 - 1959                 | SFIO                | Directeur d'école nationale professionnelle Conseiller général du canton d'Égletons (1949-1961) |
|               | Jean Guinot                        | 1959 - 1965                 | SFIO                | Conseiller général du canton d'Égletons (1945-1949) |
|               | Charles Spinasse                   | 1965 - 1977                 | PSD                 | Conseiller général du canton d'Égletons (1961-1976) |
|               | Louis Bourzai                      | 1977 - 1989                 | PCF                 | |
|               | André Crouzette                    | 12 mars 1989 - mars 1991    | RPR                 | Conseiller général du canton d'Égletons (1976-1994) Démissionnaire |
|               | André Chamalaud                    | 1991 - 10 juin 1995         |                     | |
|               | Monique Mazeyrat                   | 11 juin 1995 - 10 mars 2001 | RPR                 | |
| XXIe siècle   |                                    |                             |                     | |
|               | Bernadette Bourzai                 | 11 mars 2001 - 8 mars 2008  | PS                  | Professeure agrégée Sénatrice de la Corrèze (2008-2014) Députée européenne (2004-2008) Conseillère régionale du Limousin (2004-2010) Conseillère générale du canton d'Égletons (1994-2005)          |
|               | Michel Paillassou                  | 9 mars 2008 - 23 août 2014  | UMP                 | Ingénieur, chef d'entreprise Conseiller général du canton d'Égletons (2005-2014) Président de la CC de Ventadour (2008-2014) Président départemental de l'UMP (2008-2014) Décédé en cours de mandat |
|               | Charles Ferré                      | Depuis le 6 septembre 2014  | UMP puis LR         | Professeur agrégé retraité Président de la CC de Ventadour - Égletons - Monédières (depuis 2022) |